# Grahamia bracteata
Grahamia bracteata ist die einzige Art der damit monotypischen Pflanzengattung Grahamia innerhalb der Familie der Anacampserotaceae.

## Beschreibung

### Vegetative Merkmale
Grahamia bracteata wächst als wenig verzweigter, üppig wuchernder Halbstrauch. Die glatten, steifen Sprossachsen werden bis über 1 Meter lang und entspringen geschwollenen, fleischigen Pfahlwurzeln. Die bisweilen überhängenden Sprossachsen wurzeln bei Bodenkontakt.
Die anfangs zerstreut gegenständig angeordneten Laubblätter sind später wechselständig und besitzen blattachselständige Kurztriebe. Ihre halbstielrunde bis stielrunde, linealische und stumpf gerundete Blattspreite ist bis zu 25 Millimeter lang und misst etwa 2,5 Millimeter im Durchmesser. Ihre Blattachseln sind sehr geringfügig behaart.

### Generative Merkmale
Die einzelnen Blüten erscheinen nahe den Enden der Sprossachsen über acht bis neun ziegelartigen, länglichen bis lanzettlichen, steifen, pergamentartigen, weißlichen Brakteen.
Die zwittrige Blüte ist radiärsymmetrisch und fünfzählig mit doppelter Blütenhülle. Die länglichen bis lanzettlichen, steifen Kelchblätter ähneln den Brakteen. Die fünf weißen Kronblätter sind verkehrt-eiförmig und tragen ein aufgesetztes Spitzchen. Es sind etwa 40 Staubblätter vorhanden.
Bei den länglichen, lederartigen Kapselfrüchten trennen sich Exocarp und Endocarp nicht. Die braun gesprenkelten, abgeflachten, etwa 4 Millimeter langen Samen besitzen einen breiten, papierartigen Flügel und Borsten.
Die Chromosomenzahl beträgt 2n = 18.

## Systematik und Verbreitung
Die Erstbeschreibung von Grahamia bracteata erfolgte 1833 durch John Gillies in William Jackson Hooker: Contributions towards a Flora of South America an the Island of the Pacific. In: Botanical Miscellany, Band 3, London 1833, S. 331–332. Der botanische Name Grahamia der Gattung ehrt den schottischen Arzt und Botaniker Robert Graham oder die englische Autorin und Illustratorin Maria Graham.
Grahamia bracteata ist vom mittleren bis nördlichen Argentinien verbreitet.

## Nachweise